# 이상업
이상업(李相業, 1947년 10월 13일 ~ )은 대한민국의 前 경찰공무원이다.

## 경력
- 대한민국 경찰 간부 임용
- 서울강남경찰서장.
- 대한민국 서울지방경찰청 예하 국장.
- 2003년 대한민국 경찰대학 학장.
- 2004년 대한민국 국가정보원 제2차장
- 2006년 수원대학교 초빙교수

## 가족
- 배우자 문재숙, 딸 이슬기, 이하늬

## 학력
- 국민학교
- 동아고등학교
- 고려대학교 법학과 학사
- 국방대학교 행정학사 22기(1977년)
- 연세대학교 행정대학원 공안행정 전공 석사과정, 행정학 석사 (학위논문명 : 우리나라 경찰조직에 있어서 갈등에 관한 연구)
- 수원대학교 대학원 행정학과 박사 과정, 행정학 박사 (학위논문명 : 치안서비스의 협력적 공동생산에 관한 연구)